# Katayama-Fieber
Das Katayama-Fieber ist eine Immunreaktion auf eine akute Schistosomiasis-Infektion und tritt typischerweise zwei bis zehn Wochen nach der Exposition auf. Dies ist nicht mit einer allergischen Reaktion mit bis 1–3 cm großen juckenden Quaddeln an den Eintrittsstellen der Zerkarien zum Zeitpunkt der Infektion zu verwechseln.
Neben einem Hautausschlag mit multiplen kleinen Papeln vorzugsweise am Rumpf zeigen sich meist eine Eosinophilie, trockener Husten, Fieber, Müdigkeit, Muskel- und Bauchschmerzen  mit vergrößerter Leber und Milz und erhöhte Leberwerte sowie vorübergehende noduläre Lungeninfiltrate. 
Die Immunreaktion wird vermutlich durch Antigene ausgelöst, die bei der Reifung und Wanderung der Pärchenegel (Schistosoma) exprimiert werden. Entsprechend zeigen Hautbiopsien auch eosinophile Infiltrate ohne Schistosomiasis-Eier und serologisch finden sich Antikörper gegen den Pärchenegel, nicht jedoch Antikörper gegen Eier.
Das Katayama-Fieber klingt unbehandelt in den meisten Fällen allein ab, es verbleibt jedoch die Schistosoma-Infektion. Die medizinische Therapie ist symptomatisch. Als Therapie der Schistosomiasis ist eine einmalige Gabe des Anthelminthikums Praziquantel oft ausreichend, die besser nach Abklingen der Akutphase gegeben wird.